# Заречный (Верхнекамский район)
Заре́чный — посёлок в Верхнекамском районе Кировской области России. Входит в состав Лесного городского поселения.

## География
Посёлок находится на северо-востоке Кировской области, в северо-западной части Верхнекамского района, на левом берегу реки Пония.
Расстояние до районного центра (города Кирс) — 50 км.

## Население
По данным Всероссийской переписи, в 2010 году численность населения посёлка составляла 245 человек (236 мужчин и 9 женщин).

## Инфраструктура
В посёлке расположена колония-поселение (ФКУ КП-26), являющаяся структурным подразделением ФКУ ОИК-4 УФСИН России по Кировской области.

## Улицы
Уличная сеть посёлка состоит из одной улицы (ул. Заречная).